# داگلاس پارک، نیو ساوت ولز
داگلاس پارک (به انگلیسی: Douglas Park) یک شهرک در استرالیا است که در نیو ساوت ولز واقع شده‌است.